# Patricio Sturlese
Patricio Sturlese (n. Bella Vista, Buenos Aires, Argentina, 23 de octubre de 1973) es un escritor best seller argentino del género de terror gótico y sacrothriller. Sus libros fueron traducidos al alemán, italiano, danés, polaco, rumano, y publicados en países de Iberoamérica bajo diferentes sellos editoriales. Su primera novela, El inquisidor, lo posicionó como un éxito de ventas internacional. A partir de 2020 asumió como Director de Cultura Literaria del partido de San Miguel.

## Biografía
Nació en la ciudad de Bella Vista, siendo hijo de un inmigrante italiano. Estudió teología con jesuitas en el Colegio Máximo del partido de San Miguel, en las mismas aulas donde se formó el actual pontífice Francisco I.
Se especializó tanto en Renacimiento como en historia eclesiástica, compaginando, a la par de la escritura, la investigación de castillos medievales; entre 2004 y 2008 realizó visitas a más de treinta castillos en Italia, Francia, Alemania y República Checa. (Ver Castillo de Montjovet). 
En 2014, crea y funda la Noche de Libros, la feria del libro del partido de San Miguel, en Buenos Aires.
Patricio vive y escribe en la ciudad de Bella Vista.

## Obras
- 2007 - El inquisidor - Random House.

- 2009 - La sexta vía - Random House.

- 2012 - El umbral del bosque - Santillana.

- 2019 - El jardín de los ciervos - Random House.

Desarrollo:
- El Inquisidor

Es una novela de suspenso-terror que describe la frenética persecución de un libro satánico y de brujos en el renacimiento europeo. Fue lanzada primeramente en España, sorprendiendo a los pocos meses a la escena internacional literaria, por tratarse de un autor en su opera prima, al vender un cuarto de millón de ejemplares en treinta países. Al poco tiempo se supo que antes de ser escritor, Sturlese, era jardinero. 
El lanzamiento en América Latina fue en mayo de 2007, en la feria internacional del libro de Panamá. El inquisidor
- La sexta vía

Es una novela de suspenso y terror ambientada en el final del siglo XVI. La trama central, de carácter teológico filosófico, propone la aparición de un silogismo escrito por Santo Tomás de Aquino - La Sexta Vía - que demuestra definitivamente la existencia de Dios por el método racional. Se desvela allí, en pleno Renacimiento, la convulsión que esto trae aparejado.
El lanzamiento oficial de esta novela fue el 30 de mayo de 2009, presentada por el autor, en la feria internacional del libro de Madrid. La Sexta Vía
- El umbral del bosque

Es una novela de terror gótico ambientada en Escandinavia, durante el año 1604. Da comienzo en Hungría, cuando la condesa Elizabeth Báthory contrata los servicios del navegante veneciano Pier Ugo Mameli con el fin de transportar un antiguo arcón propiedad de su familia, oculto en Asia, para repatriarlo a su castillo.
Sin embargo, en uno de los puertos en los que atraca su barco, el capitán Mameli permite embarcar a un grupo de mujeres aparentemente indefensas que pertenecen a la aristocracia nórdica. Estas jóvenes pronto comienzan a desvelar sus auténticas intenciones aterrorizando a la tripulación; macabras y extrañas muertes se suceden y empujan al capitán a examinar el contenido del arcón, cuando dentro, descubre el misterio que hará cambiar por completo el rumbo de su travesía.
El umbral del bosque narra una historia de ambiente oscuro y gótico, que adentra en los orígenes de la repentina extinción de los reyes noruegos en 1387 y la maldición que cayó sobre ellos, conocida como «La Noche de 400 años», como así también en el mito escandinavo del drävulia.
El lanzamiento de El umbral del bosque fue el 4 de mayo de 2012, en la feria internacional del libro de Buenos Aires.  El umbral del bosque
- El jardín de los ciervos

Martinvast, Francia, 1788. A Simón Belladonna se le ha encomendado una misión, un encargo de la Biblioteca Real de París. Debe verificar la autenticidad de una primera edición de la Divina Comedia de Dante Alighieri, fechada en 1472, que Madame d´Estaing ha recibido en herencia de su difunto marido. El tasador, un avezado «cazador de falsos» de cuya mirada escrutadora nada escapa, descubrirá, sin embargo, mucho más en los sótanos del castillo en los que la viuda atesora el libro. Allí se llevan a cabo prácticas libertinas; obscenas tertulias basadas en los nueve anillos del infierno de Dante cuyo objetivo es aún más oscuro: preparar una trampa a la reina María Antonieta y acabar de una vez y para siempre con la monarquía de los Borbones. De la noche a la mañana, y en vísperas de la Revolución que lo cambiaría todo, Belladonna se verá inmerso en una conspiración entre las más altas esferas de la política y la sociedad francesas sin otra arma y defensa que su ingenio y su coraje.
El lanzamiento de El jardín de los ciervos está previsto en España, el 7 de marzo de 2019.

## Feria del libro de Buenos Aires
La primera presentación de Sturlese en su país no llegó sino hasta la aparición de su tercera novela, El umbral del bosque, recibida con gran expectativa por los medios de prensa y por los lectores locales. "No conocía a los lectores argentinos" afirmó Sturlese ante una sala colmada de espectadores y con ambientación gótica, que incluía un séquito de mujeres nórdicas ataviadas con pesados vestidos, además de un carruaje de época tirado por caballos negros -que se encontraba en la puerta del predio- en el barrio porteño de Palermo.
Sus libros se agotaron ese mismo día.

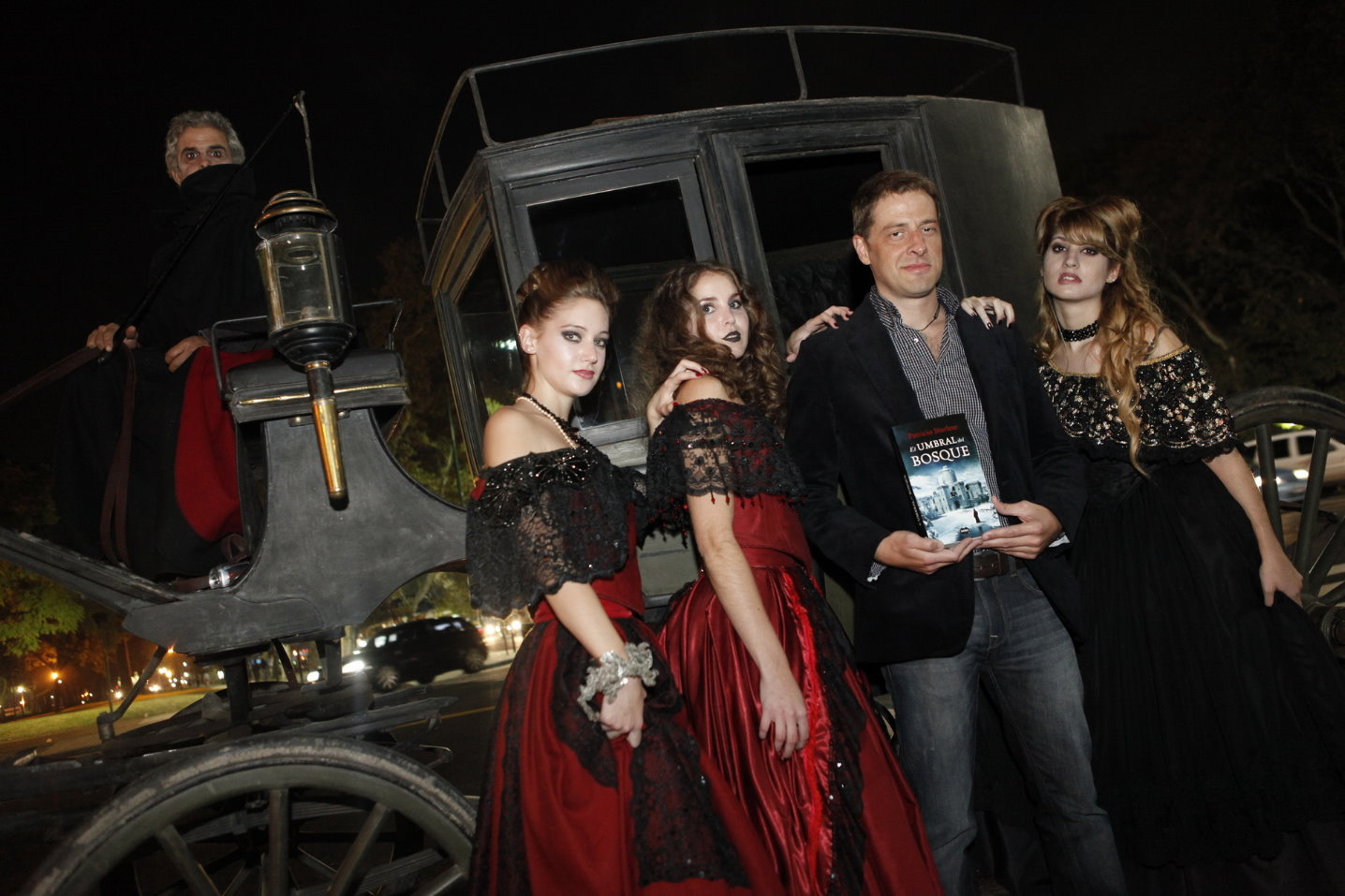
Carruaje, cochero y drävulias argentinas, con el autor, en el ingreso de Feria del Libro

## Controversia
Durante la gira promocional de 2009 los libros de Patricio fueron quitados de la venta y suspendidas sus presentaciones en librerías de Ecuador y El Salvador. A criterio de los libreros; por su "controvertido contenido religioso".
En esa misma gira, horas después de la presentación de La Sexta Vía en Tegucigalpa (Honduras), Sturlese debió ser retirado del hotel y luego del país, en avioneta, había estallado un golpe de Estado.
En 2013, en el marco de la gira que llevó a Sturlese a Asunción, un medio de prensa paraguayo lo tituló como "El autor inmoral de la iglesia católica". 

## Distinciones
2012 - El autor recibió el premio anual Rotary Club a la personalidad destacada,  en la ciudad de Bella Vista.
2014 - La novela El inquisidor fue distinguida en el catálogo audiovisual del Salón del Libro de París, representando a la República Argentina.